# Daniel Bennett
Daniel Frazer Bennett (Dewsbury, 22 augustus 1976) is een Zuid-Afrikaans voormalig voetbalscheidsrechter. Hij was in dienst van de FIFA en CAF tussen 2003 en 2017. Ook leidde hij tot 2019 wedstrijden in de Premier Soccer League.
Bennett floot zijn eerste intercontinentale wedstrijd op 8 december 2010, toen hij tijdens het WK voor clubs in 2010 een wedstrijd floot tussen Al-Wahda en Hekari United. Al-Wahda won het duel met 3-0 en Bennett trok tweemaal een gele kaart. Later in het toernooi leidde hij ook het duel tussen CF Pachuca en, opnieuw, Al-Wahda. Na strafschoppen verloor Al-Wahda deze maal. Bennett gaf drie gele prenten en stuurde één speler van het veld.
Bennett werd aangesteld als scheidsrechter op de toernooien van de Afrika Cup in 2010, 2012 en 2013. Bennett was tevens actief in het kwalificatietoernooi voor het Wereldkampioenschap voetbal 2014. In maart 2013 noemde de FIFA Bennett een van de vijftig potentiële scheidsrechters voor het wereldkampioenschap voetbal, maar hij werd uiteindelijk niet meegenomen.

## Interlands
| Datum            | Plaats                      | Wedstrijd                                  | Uitslag | Competitie           | Kreeg geel | Kreeg voor de tweede keer geel en dus rood | Weggestuurd |
| ---------------- | --------------------------- | ------------------------------------------ | ------- | -------------------- | ---------- | ------------------------------------------ | ----------- |
| 3 juli 2004      | Khartoum, Soedan            | Soedan – Libië                             | 0 – 1   | WK 2006 kwalificatie | 6          | 0                                          | 0           |
| 7 september 2008 | Kinshasa, Congo-Kinshasa    | Congo-Kinshasa – Egypte                    | 0 – 1   | WK 2010 kwalificatie | 4          | 0                                          | 0           |
| 11 oktober 2008  | Libreville, Gabon           | Gabon – Libië                              | 1 – 0   | WK 2010 kwalificatie | 0          | 0                                          | 0           |
| 29 maart 2009    | Kumasi, Ghana               | Ghana – Benin                              | 1 – 0   | WK 2010 kwalificatie | 3          | 0                                          | 0           |
| 7 juni 2009      | Blida, Algerije             | Algerije – Egypte                          | 3 – 1   | WK 2010 kwalificatie | 7          | 0                                          | 0           |
| 10 juni 2009     | Atteridgeville, Zuid-Afrika | Italië – Nieuw-Zeeland                     | 4 – 3   | Vriendschappelijk    | 2          | 0                                          | 0           |
| 6 september 2009 | Abuja, Nigeria              | Nigeria – Tunesië                          | 2 – 2   | WK 2010 kwalificatie | 5          | 0                                          | 0           |
| 14 november 2009 | Casablanca, Marokko         | Marokko – Kameroen                         | 0 – 2   | WK 2010 kwalificatie | 5          | 0                                          | 0           |
| 13 januari 2010  | Lubango, Angola             | Kameroen – Gabon                           | 0 – 1   | AK 2010              | 2          | 0                                          | 0           |
| 20 januari 2010  | Benguela, Angola            | Egypte – Benin                             | 2 – 0   | AK 2010              | 3          | 0                                          | 0           |
| 28 januari 2010  | Luanda, Angola              | Ghana – Niger                              | 0 – 1   | AK 2010              | 5          | 0                                          | 0           |
| 1 juni 2010      | Roodepoort, Zuid-Afrika     | Australië – Denemarken                     | 1 – 0   | Vriendschappelijk    | 1          | 0                                          | 0           |
| 11 augustus 2010 | Maputo, Mozambique          | Mozambique – Swaziland                     | 2 – 1   | Vriendschappelijk    | 4          | 0                                          | 0           |
| 23 januari 2012  | Libreville, Gabon           | Marokko – Tunesië                          | 1 – 2   | AK 2012              | 6          | 0                                          | 0           |
| 1 februari 2012  | Franceville, Gabon          | Ghana – Guinee                             | 1 – 1   | AK 2012              | 9          | 0                                          | 0           |
| 8 februari 2012  | Libreville, Gabon           | Mali – Ivoorkust                           | 0 – 1   | AK 2012              | 9          | 0                                          | 0           |
| 2 juni 2012      | Yaoundé, Kameroen           | Kameroen – Congo-Kinshasa                  | 1 – 0   | WK 2014 kwalificatie | 5          | 0                                          | 0           |
| 10 juni 2012     | Ouagadougou, Burkina Faso   | Mali – Algerije                            | 2 – 1   | WK 2014 kwalificatie | 3          | 0                                          | 0           |
| 9 september 2012 | Conakry, Guinee             | Guinee – Niger                             | 1 – 0   | AK 2013 kwalificatie | 0          | 0                                          | 0           |
| 13 oktober 2012  | Calabar, Nigeria            | Nigeria – Liberia                          | 6 – 1   | AK 2013 kwalificatie | 3          | 0                                          | 1           |
| 20 januari 2013  | Port Elizabeth, Zuid-Afrika | Ghana – Congo-Kinshasa                     | 2 – 2   | AK 2013              | 2          | 0                                          | 0           |
| 30 januari 2013  | Nelspruit, Zuid-Afrika      | Togo – Tunesië                             | 1 – 1   | AK 2013              | 9          | 0                                          | 0           |
| 8 juni 2013      | Marrakesh, Marokko          | Marokko – Tanzania                         | 2 – 1   | WK 2014 kwalificatie | 5          | 0                                          | 1           |
| 13 oktober 2015  | Antananarivo, Madagaskar    | Madagaskar – Centraal-Afrikaanse Republiek | 2 – 2   | WK 2018 kwalificatie | 6          | 0                                          | 0           |
| 12 november 2015 | Agadir, Marokko             | Marokko – Equatoriaal-Guinea               | 2 – 0   | WK 2018 kwalificatie | 6          | 0                                          | 1           |
| 9 oktober 2016   | Blida, Algerije             | Algerije – Marokko                         | 1 – 0   | WK 2018 kwalificatie | 3          | 0                                          | 0           |
| 17 januari 2017  | Port-Gentil, Gabon          | Mali – Egypte                              | 0 – 0   | AK 2017              | 3          | 0                                          | 0           |
| 22 januari 2017  | Libreville, Gabon           | Kameroen – Gabon                           | 0 – 0   | AK 2017              | 1          | 0                                          | 0           |
| 28 januari 2017  | Libreville, Gabon           | Burkina Faso – Tunesië                     | 2 – 0   | AK 2017              | 7          | 0                                          | 0           |